# Platyceps messanai
Espèce
Synonymes
- Coluber messanai Schätti & Lanza, 1989

Platyceps messanai  est une espèce de serpents de la famille des Colubridae.

## Répartition
Cette espèce est endémique de la vallée Nogal en Somalie.

## Étymologie
Cette espèce est nommée en l'honneur de Giuseppe Messana (1944-).

## Publication originale
- Schätti & Lanza, 1989 : Coluber messanai, a new species of snake from northern Somalia (Reptilia, Serpentes). Bollettino del Museo Regionale di Scienze Naturali - Torino, vol. 7, n. 2, p. 413-421.